# Арзни
Арзни́ (арм. Արզնի, ассир. ܐܵܪܙܢ) — село в Котайкской области, Республики Армения. Находится на Армянском нагорье. Расположено в 23 километрах к северу от города Ереван возле ущелья реки Раздан, на высоте около 1300 м над уровнем моря.
Основано армянами и ассирийцами, проживавшими на территории Персии в первой трети XIX века (после окончания Русско-персидской войны (1826—1828)).
В 1969 году насчитывалось 5,7 тыс. жителей. В 1990 году — 5,4 тыс. жителей.
В селе родился Герой Советского Союза Сархошев, Сергей Абрамович.

## Курорт
Арзни — один из главнейших бальнеологических курортов Армении. Курорт, основными лечебными факторами являются углекислые-хлоридно-гидрокарбонатно-натриевые воды. Для района села типичен умеренно тёплый климат. Температура воздуха достигает зимой −5°С, летом средняя температура +22°С. Продолжительность сияния Солнца составляет около 2200 часов в год. Благоприятные климатические условия и чистый горный воздух создают хорошие условия для лечения и отдыха. Сегодня в Арзни работает несколько санаториев.

## Легенда
Основание города Арзни связано с легендой о трагической любви царицы Шамирам и Ара Гехецик. Согласно легенде, королева Ассирии Шамирам пыталась силой женить на себе армянского короля Ара. Получив отказ, она его убила, а затем молилась, чтобы его оживили. Раны Ара Прекрасного Семирамида лечила бессмертной водой из источников Арзни.
Лечебными факторами курорта являются минеральные источники, в основе которых содержатся углекислые-хлоридно-гидрокарбонатно-натриевые воды. Курорт Арзни оказывает максимально эффективное воздействие на организм, благодаря уникальному сочетанию ландшафтных и климатических факторов.

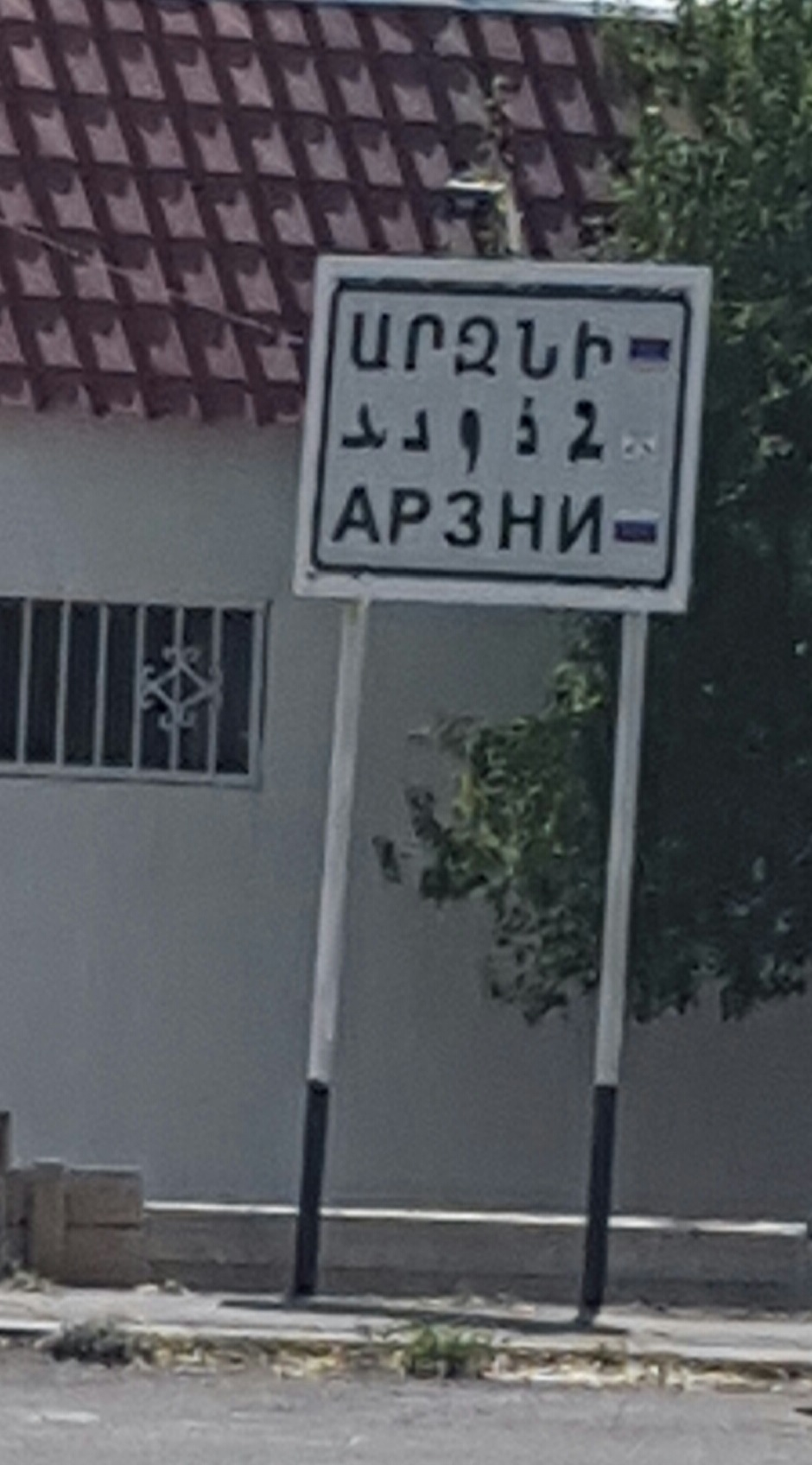
Знак на въезде в Арзни с надписью на трёх языках
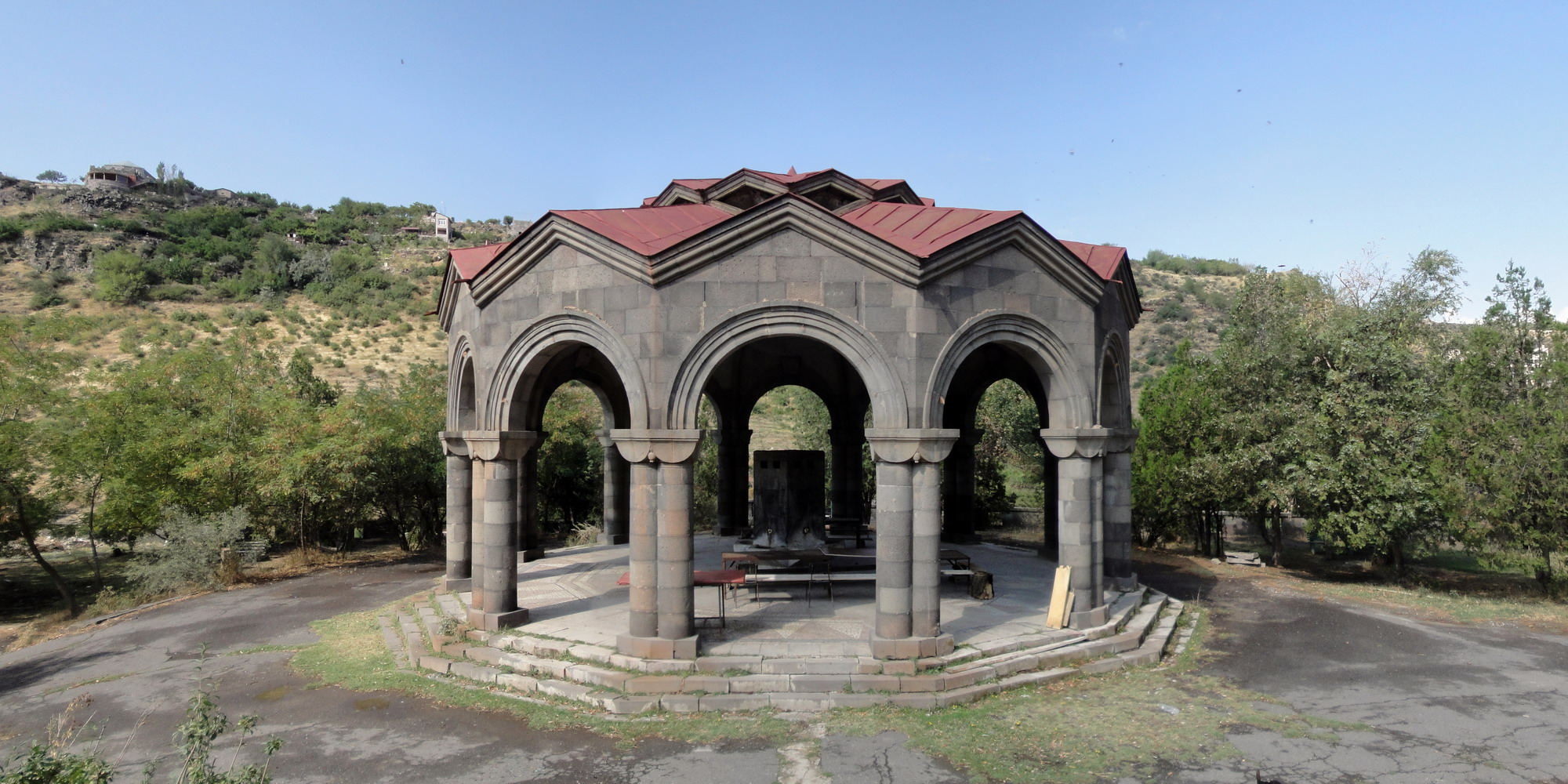
Питейная галерея
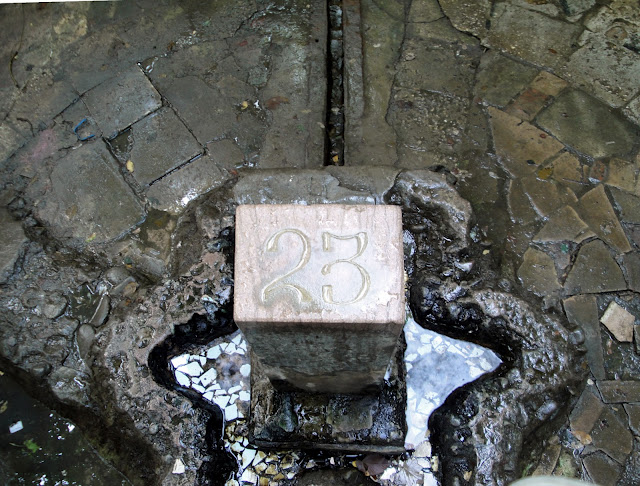
Минеральный источник № 23 в Арзни
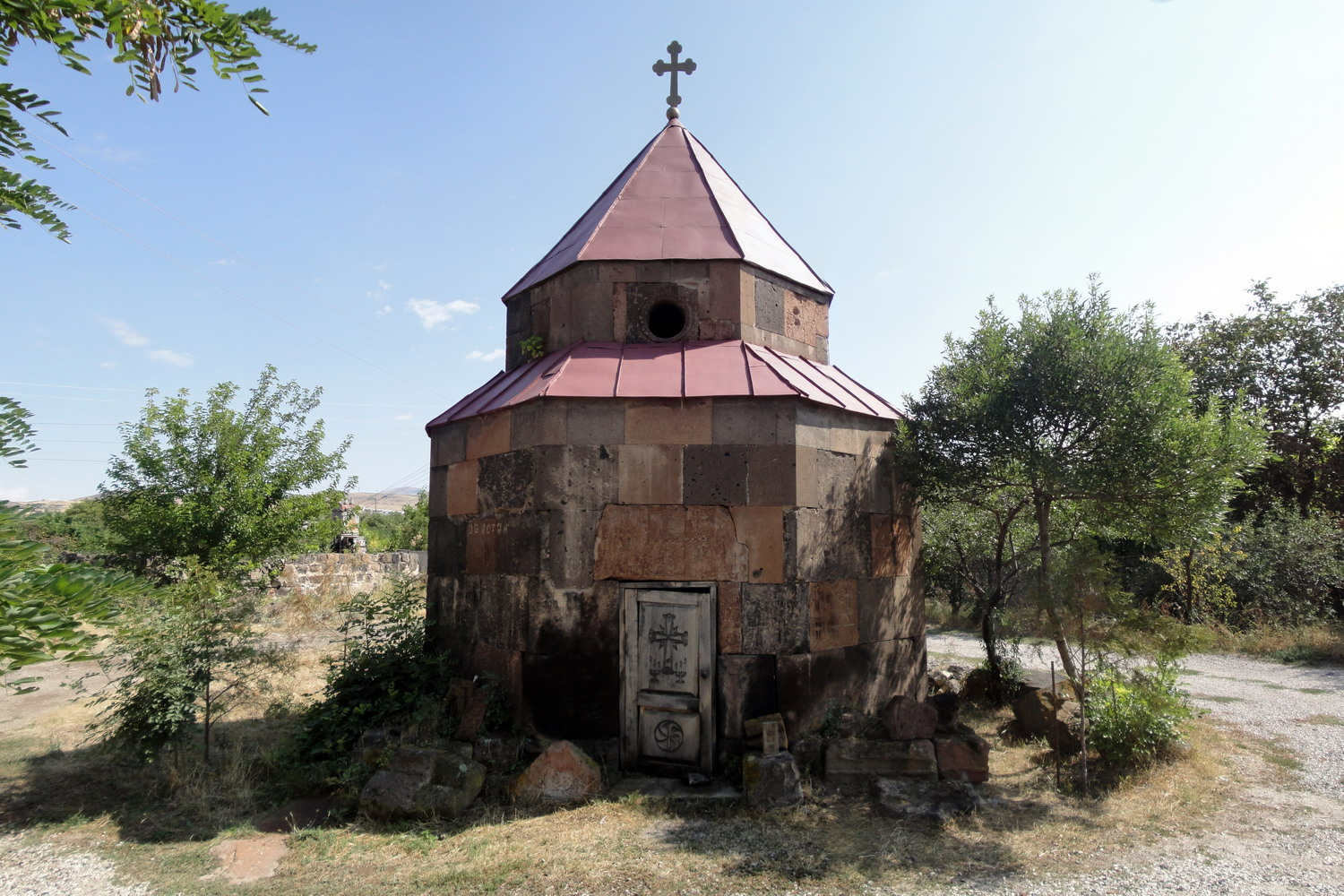
Церковь, построенная в VI веке в Арзни